# Svecov AS–82
A Svecov AS–82 a Szovjetunióban az 1940-es évek elejétől gyártott 14 hengeres, kétkoszorús, léghűtéses, benzinüzemű csillagmotor. 1944-ig M–84 volt a típusjelzése. Sűrített levegős indítással rendelkezett. A motor egykoszorús, héthengeres változata az AS–21.

## Története
A motort az M–62 továbbfejlesztésével tervezték az Arkagyij Svecov vezetése alatt álló OKB–19 tervezőirodában, I. P. Evics főkonstruktőr irányításával. Az M–62-esből eredően a motor az amerikai Wright R–1820 Cyclone leszármazottjának tekinthető. Sorozatgyártása 1940-ben kezdődött a Permi Motorgyárban. Összes változatából kb. 70 ezer db készült. Módosított változata, az AS–82FN volt az első Szovjetunióban gyártott közvetlen üzemanyag-befecskendezéses repülőgépmotor.
A második világháború idején nagy mennyiségben alkalmazták a LaGG–3 vadászrepülőgép csillagmotorosra átalakított változatán, a La–5-ön és a La–7-en. Az eredetileg Mikulin AM–38 motorokkal tervezett Tu–2 bombázón is AS–82 motorokat használtak. Ugyancsak az AS–82 hajtotta a viszonylag kis számban gyártott Pe–8 négymotoros bombázó egyes példányait is. A háború végén megjelent La–9-be az AS–82FN változatot építették. A motort az Il–12 és Il–14 utasszállító repülőgépekhez is használták.

## Típusváltozatai
- AS–82 – Az első sorozatgyártású alapváltozat.
- AS–82F (M–82F) – Javított hűtéssel és kenőolaj-rendszerrel ellátott változat, amely korlátozás nélkül alkalmas volt a maximális (felszálló) teljesítményen történő üzemelésre. Ez 1500–0600 m magasságig 200–300 LE-s teljesítmény-többletet jelentett a névleges teljesítményhez képest. 1942-től gyártották és az La–5FN vadászrepülőgépen alkalmazták.
- AS–82FN (M–82FN) – Közvetlen üzemanyag-befecskendezéses változat, melynél a maximális teljesítményt 1380 kW-ra (1850 LE) növelték. Először a Pe–8 bombázókon és az La–7 és La–9 vadászrepülőgépen, majd később az Il–12 és Il–14 utasszállítókon alkalmazták.
- AS–82T – Az Il–14 repülőgép számára gyártott továbbfejlesztett, növelt üzembiztonságú változat. A Szovjetunióban 1949-től 1953-ig gyártották, majd ezt követően az 1970-es évek közepéig több volt szocialista országban is készült licenc alapján. A többi változathoz képest kisebb volt a fajlagos fogyasztása. A motor többi változatától eltérően nem sűrített levegős, hanem elektromos indítással rendelkezett.
- AS–82V – Helikoptereken használt változat, a Mi–4-en alkalmazták.
- AS–21 – Az AS–82 egykoszorús, héthengeres változata. 1947-től gyártották a Jak–11 gyakorló repülőgéphez.

## Alkalmazása
- Amtorg KM–2 (licencben gyártott PBY Catalina)
- Gu–82 (csak a prototípusban)
- Il–2 (csak a prototípusban)
- Il–12
- Il–14
- OPB–5 (prototípus)
- La–5
- La–7
- La–9
- La–11
- Mi–4
- MiG–5
- MiG–9 (I–210, prototípus)
- Pe–2
- Pe–8
- Polikarpov I–185 (prototípus)
- Szu–2
- Szu–7
- Szu–12
- Tu–2
- Jak–24

## Műszaki adatai (AS–82)
- Típus: benzinüzemű, léghűtéses csillagmotor
- Hengerek száma: 14
- Hengerátmérő: 155 mm
- Löket: 155 mm
- Hengerűrtartalom: 41,2 liter
- Kompresszióviszony: 7,05
- Száraz tömeg: 868 kg
- Maximális teljesítmény: 1268 kW (1700 LE), 2600 1/perc fordulatszámon
- Névleges teljesítmény: 1140 kW (1530 LE) 1550 m-en, 2400 1/perc fordulatszámon; 992 kW (1330 LE) 4550 m-en, 2400 1/perc fordulatszámon
- Fajlagos teljesítmény: 1,46 kW/kg
- Üzemanyagfogyasztás: 0,381 kg/(LE·h) névleges teljesítménynél, tengerszinten; 0,435 kg/(LE·h) maximális teljesítménynél

## Külső hivatkozások
- Az AS–82 motor az egykori 19. sz. gépgyár (ma: Aviadvigatyel) honlapján (oroszul)
- Fényképek a Magyar Repüléstörténeti Múzeumban kiállított AS–82T-ről